# Mehun-sur-Yèvre
Mehun-sur-Yèvre [məœ̃ syʁ jɛvʁ] ist eine französische Gemeinde mit 6.394 Einwohnern (Stand 1. Januar 2022) im Département Cher in der Region Centre-Val de Loire; sie gehört zum Arrondissement Vierzon. Der Ort wird auch Stadt Karls VII. genannt.

## Geografie
Mehun-sur-Yèvre liegt zwischen Bourges und Vierzon am Ufer des aufgelassenen Canal de Berry und des Flusses Yèvre mit seinem Zufluss Annain.

## Geschichte

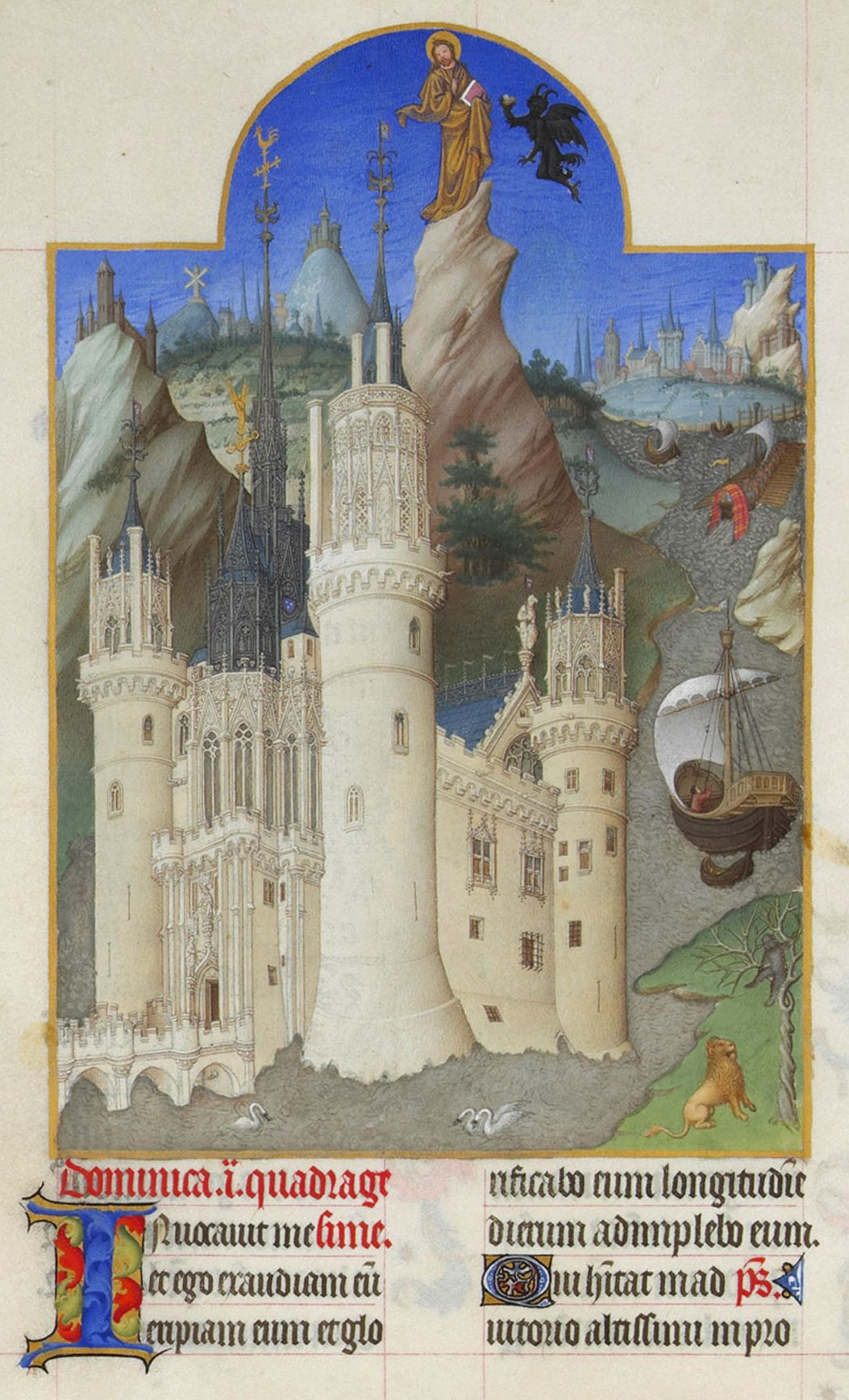
Schloss Mehun-sur-Yèvre, dargestellt in den „Très riches heures“ des Herzogs Jean de Berry

Mehun war eine Herrschaft, die bereits im 11. Jahrhundert bezeugt ist und damals unter der Oberhoheit des Erzbischofs von Bourges stand.
Philipp von Mehuns Erbtochter Matilde († 1240) heiratete 1216/18 Robert von Courtenay († 1239), wodurch Mehun in den Besitz des Hauses Frankreich-Courtenay kam. Bereits der Sohn des Paares, Peter von Courtenay († 1250) hatte keine männlichen Nachkommen, seine Tochter Amicia heiratete den Grafen Robert II. von Artois, womit Mehun in dessen Hände überging.
Graf Robert III. wurde Mehun weggenommen, die Herrschaft ging an Johann von Luxemburg, den König von Böhmen über, dessen Tochter Jutta mit dem französischen König Johann II. verheiratet war. Mehun wurde dadurch Teil der Apanage des Herzogs Jean de Valois, duc de Berry.
Dieser ließ zwischen 1367 und 1390 unter Mitwirkung von André Beauneveu und Jean de Cambrai die damalige Burg zum Schloss Mehun-sur-Yèvre umbauen. Andere Künstler hingegen wie Jean de Beaumetz und Claus Sluter kamen, um sich im Dienst des Herzogs von Burgund über die Bauarbeiten zu unterrichten.
Johann von Berry schenkte Mehun seinem Neffen, dem Dauphin Jean; nach dessen Tod 1417 kehrte Mehun in die Domaine royal zurück. König Karl VII. starb hier am 22. Juli 1461.
Das Schloss wurde 1550 durch einen Brand schwer beschädigt und während der Französischen Revolution völlig zerstört. Man kennt sein Aussehen teilweise aufgrund einer Miniatur der Brüder von Limburg in den Très Riches Heures. Lediglich einige Mauerreste und auch Reste vom Dekor der Kapelle haben die Zerstörungen überstanden.

## Sehenswürdigkeiten

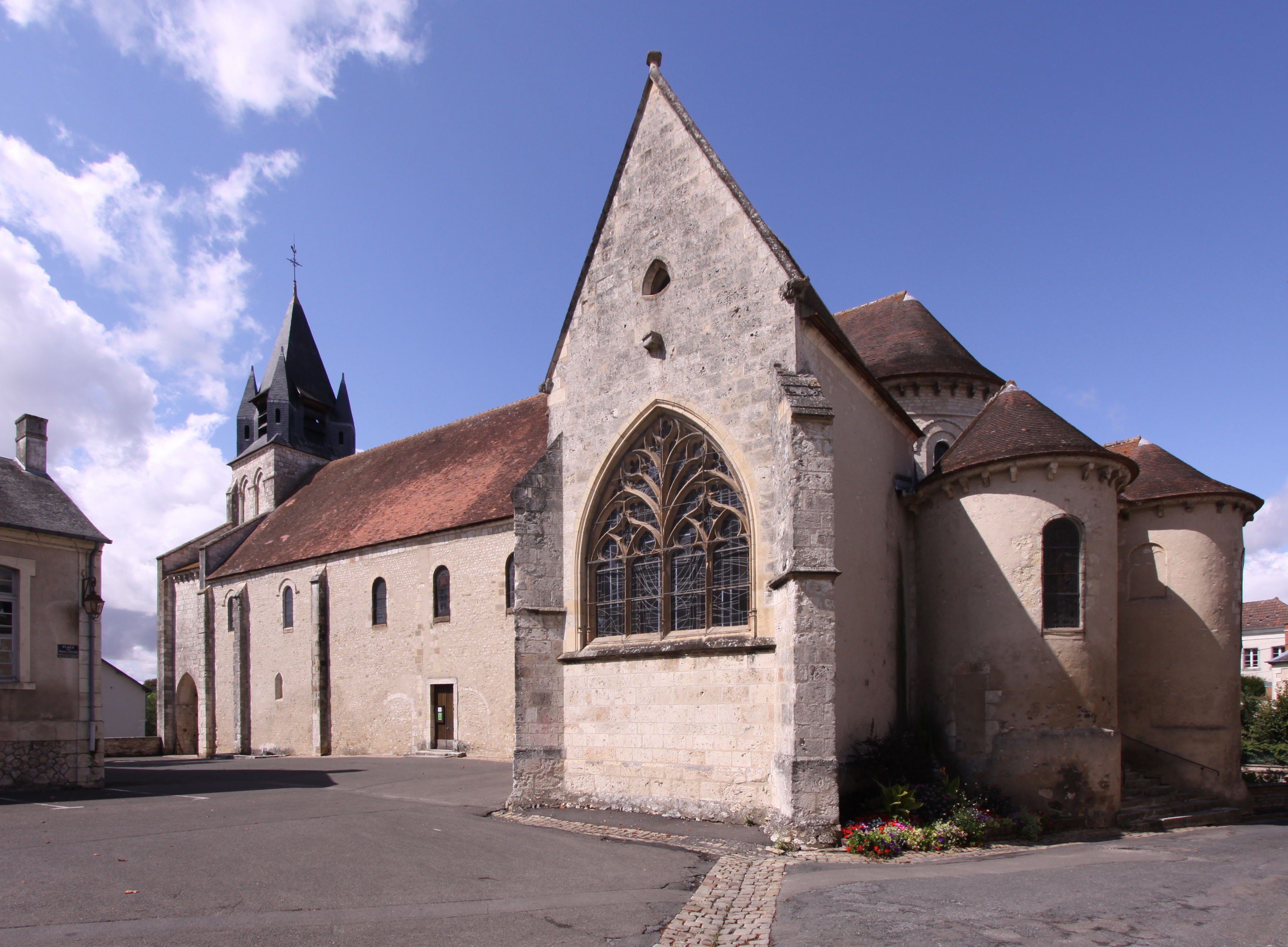
Collégiale Notre-Dame

### Collégiale Notre-Dame
Die romanische Kirche wurde Mitte des 11. Jahrhunderts erbaut. Die Architektur besticht durch große Stilreinheit. Dem Chorumgang sind mehrere Chorkapellen angeschlossen. Der Chor öffnet sich zu einem großen Kirchenschiff, das aus der Zeit um 1100 stammt und an dessen Ende im 12. Jahrhundert ein Vorhallenturm angefügt wurde. Der stützt sich auf Resten der Stadtbefestigung ab und überblickt das Tal der Yèvre. Chorseitig hat Regnaud Thierry (Vorname auch Regnault, Renaud oder Reginald geschrieben), Chirurg König Karls VII., 1466 eine große Kapelle im gotischen Stil anbauen lassen. Das von Bruno de Pirey geschaffene Flamboyant-Fenster öffnet deren Innenraum weit nach Süden.

### Porte de l’Horloge
Im Jahr 1219 erklärten die Dame Mehun und ihr Ehemann, Lord Courtenay, einen Teil des Ortes zur Freizone. Der Hauptzugang zu diesem Bezirk war die aktuelle „Porte de l’Horloge“, das Stadttor mit der Uhr. Dieses Tor weist drei Arten von Bedeckungen auf: hölzerne Schindeln für die Türme; Fliesen für das Mittelteil; Schieferplatten für den Dachreiter, der eine Glocke aus dem Jahr 1399 beherbergt.

### Denkmal Jeanne d’Arc
Im Dezember 1429 erhielt Jeanne d’Arc in der Kapelle des Schlosses ihren Adelsbrief. Sie blieb dann noch den ganzen Winter 1429/30 in Mehun und wohnte im damaligen „Hotel Karl V“.
Im Jahre 1901 wurde in Mehun ein Komitee gebildet, um in Erinnerung an diesen Aufenthalt eine Bronzestatue auf dem Schlossplatz zu errichten. Diese Statue hat den Zweiten Weltkrieg nicht überstanden und wurde durch das heutige steinerne Denkmal ersetzt.

## Wirtschaft und Infrastruktur
In Mehun befindet sich ein Werk des Kabelherstellers Nexans.
Der Ort hat einen Haltepunkt an der Bahnstrecke Vierzon–Saincaize und wird von einzelnen TER-Zügen nach Bourges, Orléans und Vierzon bedient.

## Städtepartnerschaften
Mit Murg am Hochrhein in Baden-Württemberg hat Mehun 1982 eine Städtepartnerschaft geschlossen.